# Quam Aerumnosa
Quam Aerumnosa è un'enciclica di papa Leone XIII, datata 10 dicembre 1888, che affronta il problema della emigrazione italiana in America.
La lettera enciclica è il primo documento della Chiesa sulla pastorale migratoria; la bozza era stata preparata da Giovanni Battista Scalabrini, vescovo di Piacenza e fondatore degli Scalabriniani, istituto missionario dedito all'assistenza degli emigranti. Intento del Papa è di « cercare e valutare i rimedi con cui sia possibile allontanare o almeno alleviare tanti mali e disagi, e di proporre a Noi il modo di realizzare compiutamente un tale proposito, mirando al duplice risultato di giovare alla salute delle anime e di lenire, per quanto possibile, i disagi degli emigranti ». Per questo, scrivendo ai vescovi americani, li informa dell'apertura a Piacenza di un istituto di sacerdoti per l'assistenza agli italiani emigrati, « sotto la direzione del venerato fratello Giovanni Battista Scalabrini ».